# 胡氏芷

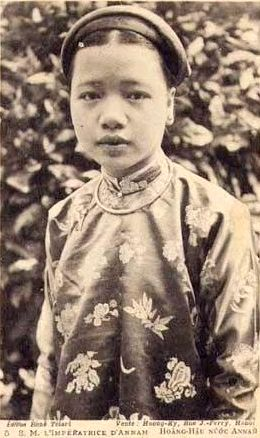
胡氏芷

胡氏芷（越南语：／；1902年—1985年）是越南阮朝啟定帝的妃嬪。
成泰十四年（1902年），胡氏芷出生在承天府富荣縣廣川總安傳社，父親是慶美郡公胡得忠。胡氏芷小時候就與維新帝相識，並愛慕着他。但在維新九年（1915年）底，阮朝朝廷選定了枚克敦之女枚氏鐄為維新帝嬪妃，胡氏芷落選。
次年（1916年）四月，維新帝逃離京城，法國人另立奉化公為帝，是為啟定帝。此時，啟定帝的正室張如氏靜已經出家。同年八月，胡氏芷以學部尚書胡得忠長女身份選入內庭，接替張如氏靜，成為啟定帝的嬪妃，不久封為一階恩妃（越南语：／）。
啟定十年（1925年），啟定帝去世，厚妃黃氏菊之子保大帝即位。胡氏芷沒有生育子女，保大帝也沒有給她任何尊號。她不得不搬到安定宮居住。後又搬去順化一棟小別墅定居。
1975年，越南南方解放。胡氏芷的兩個兄弟胡得恬和胡得怡從河內趕到順化看望她，她的生活才有了改善。
1985年，胡氏芷因衰竭和急性腹瀉在順化中心醫院去世，享年八十四歲。